# Bou Jedyane
 (juin 2012).
 (décembre 2016).
Si vous disposez d'ouvrages ou d'articles de référence ou si vous connaissez des sites web de qualité traitant du thème abordé ici, merci de compléter l'article en donnant les références utiles à sa vérifiabilité et en les liant à la section « Notes et références ».
Bou Jedyane (en arabe : بوجديان) est une commune rurale située au sud de la ville de Larache, sur l’axe régional Ksar el Kébir-Chefchaouen au nord du Maroc.

## Géographie

### Climat
Un climat continental humide, taux de pluie de 657 mm3 par an, la température moyenne jusqu'à 22,3°. 61 % des reliefs de Bou Jedyane sont composés de montagnes, avec des sommets de faible hauteur, ce qui rend difficile l’exploitation agricole des terres.
La forêt de Bou Jedyane représente 52% de la densité totale, ce qui augmente les ressources de la ville, 
- L'économie de Bou Jedyane

L’élevage traditionnel est l’activité principale dans la commune de Bou Jedyane, mais il souffre des problèmes divers surtout au niveau organisationnel avec l’absence du contrôle de l’état et des services vétérinaires.
L’agriculture vient en deuxième rang sur le plan économique avec des terres agricoles exploitées qui représentent 25 %, c’est une agriculture pluviale vivrière mais il y a des difficultés au niveau de l’exploitation en raison des caractéristiques montagneuses de la commune. L’artisanat joue un rôle essentiel dans la dynamisation de l’économie locale : les textiles, les tapis et la forge, le bois, mais il y a une baisse significative de voir le manque à cause des problèmes de commercialisation.

### Administration
Bou Jedyane est une commune rurale marocaine de la province de Larache, dans la région de Tanger-Tétouan.

### Démographie
En 2004, elle a une population totale de 12161 habitants.
En termes de relief, Bou Jedyane fait partie de la zone montagneuse du pays des Jbala avec 61 % de superficie en montagne (plus 200 m), 20 % de colline (de 100 à 200 m), 18 % de plateau (de 10 à 100 m) et seulement 1 % en vallée ou en cuvette.

### Habillement
La tradition : les coutumes et les plats Jebli :
L’aspect vestimentaire : comme toutes les régions du pays Jbala, l’aspect vestimentaire est parmi les caractéristiques distinctives de la région de Bou Jedyane ; l’homme porte un Jellabe court avec les pompons colorés  et un chapeau de doum (Chachiya) et/ou un turban (rozza). L’aspect vestimentaire des femmes est particulier, il se compose de trois pièces :
- Chachiya : c’est un large chapeau de paille, en feuilles de doum tressées et agrémenté de quatre épais cordons de laine qui retiennent ses larges bords.
- Kourziya : une ceinture souvent de couleur rouge, de laine et de coton enroulée autour de la taille.
- Mendile : la jupe-tablier.

### Cuisine locale
- Bissara : c’est une délicieuse purée de fève préparée à partir de fèves séchées et assaisonnées avec l’huile d’olive. C’est un plat riche et énergétique pour le petit-déjeuner et le repas du midi;

- Aassida : sorte de soupe ou de porridge de couleur blanche, selon la consistance, à base de semoule, de lait et d’huile d’olive.

- Zimbo : c’est une farine à base d’orge et de pois chiche grillés et moulues avec les figues fraîches.

- Le figuier : est tellement important pour l’alimentation. Les figues sèches sont consommées seules ou avec des aliments de différents repas et parfois accompagnées par du lait fermenté ou de la harira [5].

## L’artisanat et les techniques insolites
À l’instar de toutes les régions du Maroc entier, la région de Bou Jedyane a un patrimoine riche grâce à l’histoire et les normes de la vie de montagne, ce qui représente une particularité artisanale qui attire les touristes. Avec de nombreux Souks traditionnels durant la semaine et avec une proximité de la ville de Ksar el Kébir qui reste comme un centre commercial essentiel de la province de Larache. Tout Dchar vit de la production de l’artisanat qui participe à créer des revenus et l’emploi surtout pour les jeunes et les femmes.
- La ferronnerie : on trouve un maréchal ferrant qui s’occupe de ferrer les animaux et la réparation et la maintenance des outils agricoles et la production de certains outils qui sont très demandés par la population.
- La vannerie : ce travail nous donne des produits simples comme les différents types de cordages nécessaires pour attacher les animaux (Aalafa) qui sert pour donner à manger aux animaux les grains et « Chouari » ou bi-sacs qui, sans oublier les différents modèles des chapeaux « Taraza », les nattes, les balaises et les sacs « kouffa ». Un avantage important que les objets sont écologiques mis en avant le développement durable et pour lutter contre l’utilisation exagérée des sacs en plastiques.
- La Chaume : la fabrication des bats pour les animaux, les artisanats utilisent la chaume de seigle (Chentile).
- Le tissage : « Mendil » qui fait partie des coutumes des femmes, des autres articles d’ameublement des habitations ou soit pour l’habillement et les vêtements.

## L’agriculture et l’élevage
Une agriculture vivrière qui se compose d’une agriculture de subsistance basée sur la monoculture céréalière extensive et d’une arboriculture fruitière sur les versants (oliviers, figuiers), avec une superficie utile d’exploitation qui ne dépasse pas 25 % de la superficie du territoire. Les exploitations de la commune rurales de Bou Jedyane ont un mode de faire-valoir à raison de 86,33 % de la SAU, alors que seulement 13,67 % est exploité en mode de faire valoir direct (dont 9,43 % en location).
Pour les facteurs de la production, il y a :
- Une agriculture traditionnelle: dans certains villages, les paysans utilisent des matériaux agricoles artisanaux, ils pratiquent le labour à l’araire et le barrage traditionnel des céréales. Ainsi, la conservation de la paille, les paysans de la région tassent la paille en une meule cylindrique dont le sommet est conique et sans revêtement dit « Temmoune ».
- Une agriculture moderne : le labour mécanique est effectué par 23 % des exploitations alors que la récolte ne couvre que 12 % des exploitations. Aussi, l’utilisation de la fertilisation chimique s’avère développée (87 % des exploitations). On note une très faible utilisation des semences sélectionnées.

D'un point de vue agricole, le troupeau se déplace le long de routes plus ou moins établies et approuvées par les agriculteurs. Le Zriba peut être trouvé comme juge de troupeau. Il existe également des bovins en liberté (Matloq ou parcours libre) à haute altitude. Il convient de noter qu'après la généralisation de la culture du cannabis au début des années 1980, l'activité d'élevage dans la région a considérablement diminué.

## Le festival Sidi H'Med Ben Cheikh
C’est un festival qui se tient à Jahjouka. Au début, c’était un Moussem religieux pour faire la promotion du Folklore de la région (Figure 28). Il a été initié sur l’initiative du Conseil régional de Tanger-Tétouan qui a porté son appui en consacrant un montant de 250 000 Dh à l’occasion de Jahjouka pour l’organisation du festival annuel, principalement pour l’épuisement du tourisme rural dans la zone rural.
La date d’organisation du Festival est le 4 août, qui coïncide avec la célébration de la bataille Oued al Makhazine, il se déroule sur 3 jours et les activités organisées s’articulent sur cinq dimensions :
- Dimension culturelle : les organisateurs choisissent un slogan à l’édition et organisent une série de séminaires en parallèle.
- Dimension artistique : des soirées artistiques basées essentiellement sur la musique locale avec l’animation des espaces par des pratiques traditionnelles (H’na, Thara…).
- Dimension économique : les organisateurs prévoient un espace d’expositions des produits artisanaux et des produits locaux du terroir, en plus d’un grand Souk ouvert à tous les vendeurs.
- Dimension sportive : des compétitions sportives se déroulent dans différentes disciplines.
- Dimension religieuse : limitée à l’espace du Mausolée et sur les activités d’un concours de lecture du Coran.